# Niederndorf
Niederndorf è un comune austriaco di 2 657 abitanti nel distretto di Kufstein, in Tirolo.